# U.S. Poggibonsi
Unione Sportiva Poggibonsi là một câu lạc bộ bóng đá của Ý đến từ Poggibonsi, Tuscany.

## Lịch sử
Câu lạc bộ được thành lập vào năm 1925 với tên gọi Unione Sportive Poggibonsi. Đội được đổi tên thành Poggibonsi Valdelsa vào năm 2002 và được chơi dưới tên này, ở cấp độ chuyên nghiệp trong Serie C2 vào năm 2002-03.
Sau mùa giải đó, đội đã bị liên đoàn loại khỏi Serie C2 vì vấn đề tài chính và được nhận vào Eccellenza. Để bắt đầu mùa giải 2004/2005, đội đã được giới thiệu dưới tên ban đầu là US Poggibonsi và nhanh chóng giành chiến thắng trong giải đấu trong mùa giải đầu tiên. Poggibonsi chơi ở Serie D từ năm 2004 đến 2006, khi câu lạc bộ kết thúc mùa giải 2005-06 Serie D ở vị trí thứ ba, được thăng hạng vì những người chiến thắng giải đấu Fortis Spoleto và Fortis Juventus không thể chơi ở giải Serie C2. Câu lạc bộ đã kết thúc mùa giải 2006-07 Serie C2 ở vị trí thứ mười ba, một điểm so với các vị trí đá play-off xuống hạng, và do đó vẫn ở Lega Pro Seconda Divisione (Serie C2 được đổi thương hiệu) trong mùa giải 2007-08.
Poggibonsi đã xuống hạng trở lại Serie D trên 2013-14, sau khi hoàn thành mùa giải của họ ở vị trí thứ 16.

## Màu sắc và huy hiệu
Các màu của đội là đỏ và vàng.